# Plaissan
Plaissan település Franciaországban, Hérault megyében. Lakosainak száma 1610 fő (2022. január 1.). Plaissan Aumelas, Bélarga, Le Pouget, Puilacher, Saint-Pargoire és Vendémian községekkel határos.

## Népesség
A település népességének változása:
| Lakosok száma | 641  | 597  | 616  | 876  | 1019 | 1095 | 1196 | 1373 | 1482 | 1610 |
|               | 1968 | 1982 | 1990 | 2006 | 2013 | 2015 | 2017 | 2019 | 2020 | 2022 |